# Discografia de Nelly Furtado
Nelly Furtado ha tret cinc discos d'estudi. De senzills, n'ha tingut de molt exitosos, encara que també n'ha tingut alguns d'èxit reduït.

## Discs
| Any  | Títol | Posicions en llista | Posicions en llista | Posicions en llista | Posicions en llista | Posicions en llista | Posicions en llista | Posicions en llista | Posicions en llista | Posicions en llista | Posicions en llista | Vendes/Certificacions                                                  |
| Any  | Títol | EUA                 | CAN                 | MEX                 | GB                  | ALE                 | HOL                 | IRL                 | SUI                 | POL                 | AUS                 | Vendes/Certificacions                                                  |
| ---- | --- | ------------------- | ------------------- | ------------------- | ------------------- | ------------------- | ------------------- | ------------------- | ------------------- | ------------------- | ------------------- | ---------------------------------------------------------------------- |
| 2000 | Whoa, Nelly! - Album d'estudi - Llancament: 24 Octubre, 2000 - Formats: CD                                      | 24                  | 2                   | 8                   | 2                   | 14                  | 12                  | 6                   | 6                   | 28                  | 4                   | Mundialment: 6.5 milions EUA: 2.7 milions Canada: 0.4 milions 4x Platí |
| 2003 | Folklore - Album d'estudi - Llancament: 25 Novembre, 2003 - Formats: CD                                         | 38                  | 18                  | 4                   | 11                  | 4                   | 7                   | -                   | 13                  | 47                  | 82                  | Mundialment: 2 milions EUA: 0.6 milions Canada: 0.2 milions Platí      |
| 2006 | Loose - Àlbum d'estudi - Llançament: 9 Juny, 2006 - Formats: LP, CD, descarrega digital                         | 1                   | 1                   | 5                   | 4                   | 1                   | 3                   | 2                   | 1                   | 1                   | 4                   | Mundialment: 10 milions EUA: 2 milions Canada: 0.6 milions 5xPlatí     |
| 2009 | Mi Plan - Àlbum d'estudi - Llançament: 11 de setembre, 2009 - Formats: LP, CD, descàrrega digital               | 39                  | 20                  | -                   | -                   | 5                   | -                   | -                   | 3                   | -                   | 4                   | *Mundialment: 1.000.000 - USA: 100.000 - ALE: 100.000                  |
| 2012 | The Spirit Indestructible - Àlbum d'estudi - Llançament: 18 de setembre, 2012 - Formats: CD, descàrrega digital | 79                  | 18                  | -                   | -                   | 3                   | -                   | -                   | 3                   | -                   | -                   | -                                                                      |

### Certificacions
- ARIA: Australia IFPI: Austria IFPI: Alemanya Arxivat 2007-09-30 a Wayback Machine. NVPI: Holanda Arxivat 2009-08-20 a Wayback Machine. IFPI: Noruega Arxivat 2012-07-25 a Wayback Machine. IFPI: Suïssa RIAA: EUA CRIA: Canada[Enllaç no actiu]

| - Whoa, Nelly! Austràlia: 2x Platí (140,000) Canadà: 4x Platí (400,000) Holanda: Or (35,000) Alemanya: Or (100,000) Noruega: Or (20,000) Suïssa: Platí (40,000) EUA: 2x Platí (2,750,000) Regne Unit: 2x Platí (790,000) - Folklore Canadà: Platí (190,000) Holanda: Or (35,000) Suïssa: Platí (40,000) EUA: Or (675,000) Regne Unit: Or (200,000) Portugal: Platí (20,000) | - Loose Austràlia: 2x Platí (140,000) Àustria: 2x Platí (60,000) Canadà: 6x Platí (600,000) Holanda: Or (64,000) Alemanya: 5x Platí (1,094,000) Polònia: 4x Platí (94,000) Mèxic: Or (75,000) Portugal: 4x Platí (+80,000) Rússia: 7x Platí (150,000) Suïssa: 4x Platí (120,000) EUA: 2x Platí (2,100,000) Regne Unit: 3x Platí (1,060,000) Espanya: Or (79,000) |

## Senzills
| Any  | Títol                                                                   | Àlbum                           | Posicions en llista | Posicions en llista | Posicions en llista | Posicions en llista | Posicions en llista | Posicions en llista | Posicions en llista | Posicions en llista | Posicions en llista | Posicions en llista | Posicions en llista | Posicions en llista | Posicions en llista | Posicions en llista | Posicions en llista | Punts      |
| Any  | Títol                                                                   | Àlbum                           | UWC                 | EUA Hot 100         | EUA Pop 100         | EUA Dance           | CAN                 | MEX                 | GB                  | ALE                 | HOL                 | IRL                 | AUT                 | SUI                 | EU                  | AUS                 | NZL                 | Punts      |
| ---- | ----------------------------------------------------------------------- | ------------------------------- | ------------------- | ------------------- | ------------------- | ------------------- | ------------------- | ------------------- | ------------------- | ------------------- | ------------------- | ------------------- | ------------------- | ------------------- | ------------------- | ------------------- | ------------------- | ---------- |
| 2000 | "I'm like a Bird"                                                       | Whoa, Nelly!                    | 7                   | 9                   | -                   | -                   | 1                   | 4                   | 5                   | 41                  | 4                   | 4                   | 41                  | 17                  | -                   | 2                   | 2                   | 3.310.000  |
| 2001 | "Turn off the Light"                                                    | Whoa, Nelly!                    | 3                   | 5                   | -                   | 1                   | 7                   | 2                   | 4                   | 31                  | 7                   | 5                   | 22                  | 2                   | -                   | 7                   | 1                   | 3.660.000  |
| 2001 | "...On the Radio (Remember the Days)"                                   | Whoa, Nelly!                    | 25                  | -                   | -                   | -                   | 14                  | 3                   | 18                  | 67                  | 7                   | 22                  | 48                  | 43                  | -                   | 53                  | 5                   | -          |
| 2002 | "Hey, Man!"                                                             | Whoa, Nelly!                    | -                   | -                   | -                   | -                   | 20                  | -                   | -                   | 49                  | -                   | -                   | -                   | -                   | -                   | -                   | -                   | -          |
| 2002 | "Breathe" (Swollen Members featuring Nelly Furtado)                     | Monsters in the Closet          | -                   | -                   | -                   | -                   | 1                   | -                   | -                   | -                   | -                   | -                   | -                   | -                   | -                   | -                   | -                   | -          |
| 2003 | "Powerless (Say What You Want)"                                         | Folklore                        | 9                   | -                   | -                   | 5                   | 6                   | 18                  | 13                  | 8                   | 5                   | 36                  | 7                   | 16                  | 23                  | 37                  | 16                  | -          |
| 2003 | "Fotografía " (Juanes featuring Nelly Furtado)                          | Un Día Normal                   | 31                  | -                   | -                   | -                   | -                   | 1                   | -                   | 1                   | 1                   | -                   | 1                   | 1                   | 92                  | -                   | -                   | -          |
| 2004 | "Try"                                                                   | Folklore                        | 28                  | -                   | -                   | -                   | 9                   | 1                   | 15                  | 31                  | 10                  | -                   | 26                  | 22                  | 25                  | 61                  | -                   | -          |
| 2004 | "Força "                                                                | Folklore                        | 20                  | -                   | -                   | -                   | 76                  | 12                  | 40                  | 9                   | 3                   | -                   | 5                   | 5                   | 22                  | -                   | -                   | -          |
| 2004 | "Explode" ¹                                                             | Folklore                        | -                   | -                   | -                   | -                   | 86                  | 15                  | -                   | 34                  | 13                  | -                   | 54                  | 38                  | -                   | -                   | -                   | -          |
| 2005 | "The Grass Is Green" ¹                                                  | Folklore                        | -                   | -                   | -                   | -                   | -                   | -                   | -                   | 65                  | -                   | -                   | -                   | -                   | -                   | -                   | -                   | -          |
| 2006 | "Promiscuous" (featuring Timbaland)                                     | Loose                           | 4                   | 1                   | 1                   | 1                   | 1                   | 19                  | 3                   | 6                   | 9                   | 5                   | 12                  | 6                   | 2                   | 2                   | 1                   | 5.039.000  |
| 2006 | "Maneater"                                                              | Loose                           | 4                   | 16                  | 13                  | 1                   | 5                   | 25                  | 1                   | 4                   | 10                  | 2                   | 3                   | 3                   | 1                   | 3                   | 2                   | 4.193.000  |
| 2006 | "No Hay Igual" (featuring Calle 13)                                     | Loose                           | -                   | -                   | -                   | -                   | -                   | -                   | -                   | -                   | -                   | -                   | -                   | -                   | -                   | -                   | -                   | -          |
| 2006 | "Te Busqué" ¹ (featuring Juanes)                                        | Loose                           | -                   | -                   | -                   | -                   | -                   | 38                  | -                   | 16                  | 8                   | -                   | 35                  | 5                   | 79                  | -                   | -                   | -          |
| 2006 | "Say It Right"                                                          | Loose                           | 2                   | 1                   | 1                   | 1                   | 1                   | 43                  | 10                  | 2                   | 1                   | 12                  | 2                   | 1                   | 1                   | 2                   | 1                   | 7.641.000  |
| 2006 | "All Good Things (Come to an End)"                                      | Loose                           | 5                   | 86                  | 59                  | 1                   | 4                   | -                   | 4                   | 1                   | 1                   | 8                   | 1                   | 1                   | 1                   | 12                  | 12                  | 3.951.000  |
| 2007 | "Give It to Me" (Timbaland featuring Nelly Furtado i Justin Timberlake) | Timbaland Presents: Shock Value | 3                   | 1                   | 1                   | 1                   | 6                   | -                   | 1                   | 3                   | 7                   | 3                   | 10                  | 7                   | 2                   | 16                  | 2                   | 4.531.000  |
| 2007 | "In God's Hands"¹                                                       | Loose                           | -                   | -                   | -                   | -                   | -                   | -                   | -                   | -                   | -                   | -                   | -                   | -                   | 112                 | -                   | -                   | -          |
| 2007 | "Do It"                                                                 | Loose                           | -                   | 88                  | 60                  | 5                   | 36                  | -                   | -                   | -                   | -                   | -                   | -                   | -                   | 24                  | -                   | -                   | -          |
|      |                                                                         |                                 | UWC                 | EUA Hot 100         | EUA Pop 100         | EUA Dance           | CAN                 | MEX                 | GB                  | ALE                 | HOL                 | IRL                 | AUT                 | SUI                 | EU                  | AUS                 | NZ                  | Total      |
|      |                                                                         | Numero 1 Hits                   | -                   | 3                   | 3                   | 6                   | 4                   | 1                   | 2                   | 1                   | 2                   | -                   | 1                   | 2                   | 2                   | -                   | 3                   |            |
|      |                                                                         | Top 10 Hits                     | 8                   | 5                   | 3                   | 7                   | 10                  | 5                   | 7                   | 6                   | 12                  | 6                   | 6                   | 8                   | 5                   | 5                   | 7                   | 31.644.000 |

Notes

¹ *No llencat als EUA

### Certificacions
- ARIA: AustraliaIFPI: Norway IFPI: Switzerland RIAA: U.S.

| - De Whoa, Nelly! - "I'm like a Bird" Austràlia: 2x Platí (140,000) Regne Unit: Plata (200,000) - "Turn off the Light" Austràlia: Platí (70,000) Noruega: Or (5,000) Suïssa: Or (15,000) | - De Loose - "Promiscuous" Austràlia: Platí (70,000) Canadà: 3x platí (60,000) EUA: 2x Platí (2,260,000) - "Maneater" Austràlia: Or (35,000) Canadà: Platí (38,751) EUA: Platí (1,150,000) Suïssa: Or (15,000) Regne Unit: Or (+400,000) - "All Good Things (Come to an End)" Austràlia: Platí (70,000) Bèlgica: Or (25,000) EUA: Or (+510,000) Alemanya: Platí + Or (540,000) Suïssa: Platí (30,000) Regne Unit: Or (460,000) Espanya: 2x Platí (45,000) - "Say It Right" Austràlia: Platí (70,000) EUA: Platí (1,977,000) Canadà: 3x Platí (60,000) Alemanya: Platí + Or (500,000) Regne Unit: Plata (340,000) Espanya: Platí (38,000) Nova Zelanda: Or (+7,500) Dinamarca (sols Downloads): Or (30,000) |